# 駅スタンプ

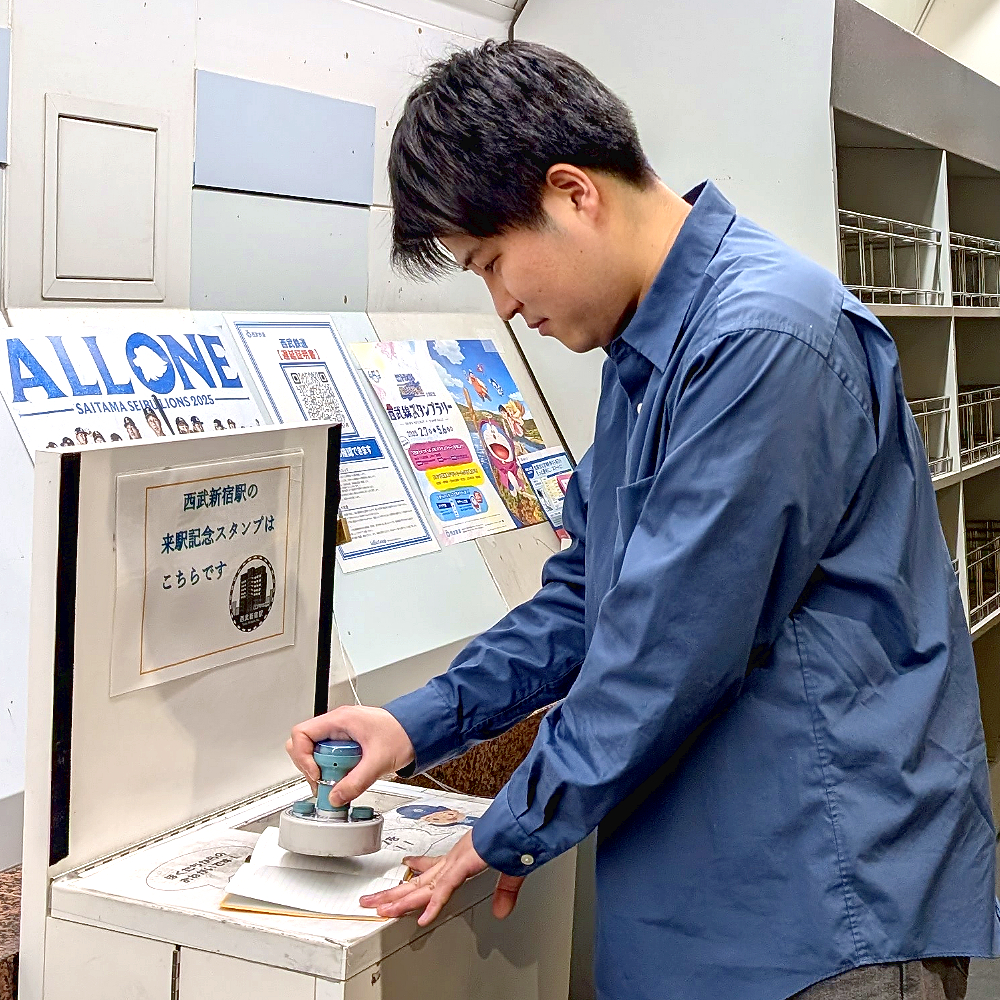
西武新宿駅で駅スタンプを押す男性

駅スタンプ（えきスタンプ）は、駅に置かれている記念用のスタンプ。
駅スタンプは判子の文化がある日本の鉄道発祥のものであるが、台湾の駅などにもみられる。

## 概要

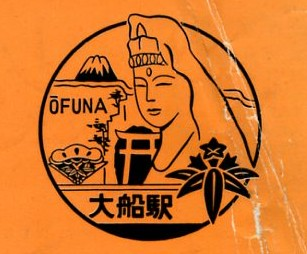
1958年、大船駅70周年記念に作成された駅スタンプ。大船観音（当時未完成）、所在地である鎌倉市章、松竹大船撮影所のマーク、瑜伽洞（田谷の洞窟）と鳥居があしらわれている。大船観音はJR化後の駅スタンプにも継承されている。

主に旅客がその駅ならではのスタンプの絵柄を楽しむために設置されたハンコである。現在日本の多くの鉄道事業者で設置されているが、特に旧国鉄時代に統一シリーズで設置されたものが有名である。
駅名と風景が入った体裁の本格的な駅スタンプは1931年に福井駅に設置されたものといわれており、それ以後、日本全国の主要駅に駅スタンプが設置されるようになった。
駅の開業や列車の完成、路線の廃止などの際には特別にスタンプが設置されることもある。また、鉄道駅を巡るスタンプラリー用のスタンプが設置されることもある。
駅スタンプの収集家のことを「押し鉄」という。

### スタンプの設置
後述のように、基本的に駅スタンプはその駅を管轄する事業者によって作成・配置される。しかし委託駅や無人駅には設置されないことが多く、そうした場合、駅の管理者や観光協会、地元の有志が作成した非公式のスタンプが設置されることもある。青い森鉄道のようにあえて無人駅を含む全駅分のスタンプを作成し、保管は最寄りの直営駅で行うというスタイルをとっている事業者もある。
スタンプは誰もが押せるように本体とスタンプ台が改札付近に置かれていることが多いが、大規模な駅ではみどりの窓口のスペースに設置されていたり、駅係員が有人改札で保管していたりする場合もある。

## 国鉄の駅スタンプ

### DISCOVER JAPAN（通称：DJスタンプ）

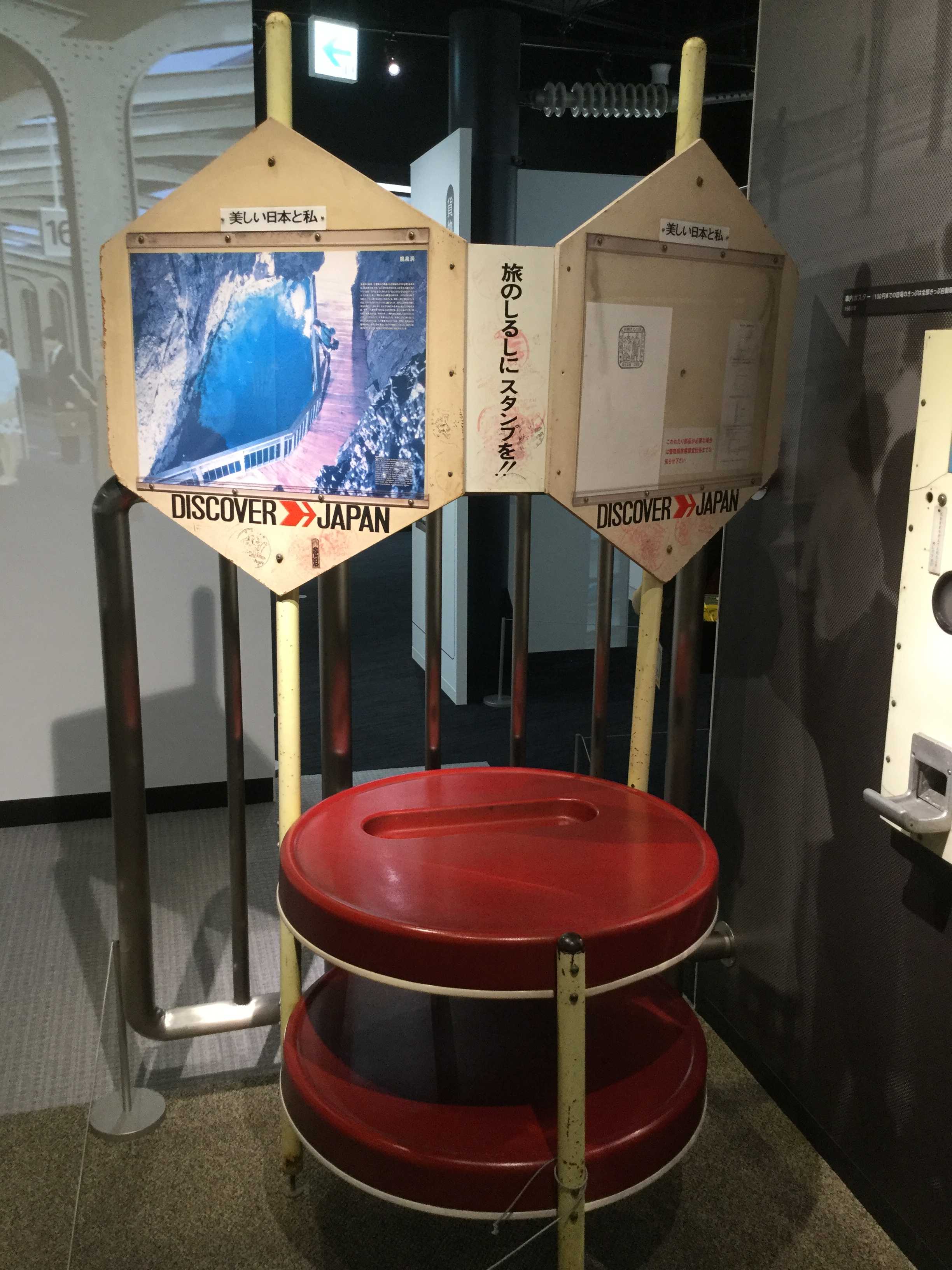
旧岩泉駅設置の「DISCOVER JAPAN」スタンプ台（鉄道博物館）

日本国有鉄道（国鉄）が1970年10月より始めた全国キャンペーンに伴い、全国の約1,400駅（船舶内・自動車駅を含む）に設置した。この時は統一的なデザインが示されず、形も丸、四角や変形のものなど様々であった。以前からその駅にあったデザインに「DISCOVER JAPAN」の文字を入れたという駅が多かった。
文字の表示は、当初は「DISCOVER➽JAPAN」と風向計のような矢印が付いたものが大多数であった。その後の第2弾では「DISCOVER－JAPAN」と矢印の代わりにハイフンを入れ「JAPAN」の文字を大きくしたデザインになったが、一部の駅では「DISCOVER－JAPAN」表記で初期と同じ書体のものがあった（山梨市駅、勝沼駅および改称後の勝沼ぶどう郷駅など）。
関連品として、専用の丸いプラスチック製のスタンプ台が設置された。この台には目の高さには六角形の広告などを挟む板が2枚付けられていた。現在でも地方の駅や駅跡でこのスタンプ台を見掛けることがある。
また、スタンプを集めると記念品が貰えるキャンペーンに合わせ、専用のスタンプ帳も登場した。周遊券の購入客向けに渡された「スタンプノート」と、一般向けに販売された国鉄監修の『スタンプノート』があり、一般向けは弘済出版社が出版し、駅の売店（キヨスク）などで発売された。一般向けの『スタンプノート』では巻頭には全国のスタンプ設置駅が路線図で掲載され、表紙はその後のスタンプのシリーズが変わる毎に更新されて登場した。

### 一枚のキップから
1977年から始まった全国キャンペーンで、国鉄のテレビCMでも流された。キャンペーンロゴは「一枚のキップから」と書かれた硬券切符にM形の改札鋏をデザインしたもので、スタンプにはそのロゴが入れられていた。この時点で設置された駅では「DISCOVER JAPAN」のスタンプからの置き換えがあったが、併用していた駅もあった。また、設置された駅はバスを含めて名所・旧跡の最寄り駅297駅で、各管理局内の設置は多くても10数駅（最大は盛岡鉄道管理局の17駅）であったため、「DISCOVER JAPAN」のスタンプもかなり残っていた。
なお、スタンプの形状やロゴや文字の配置などのデザインは管理局ごとに異なっており、千葉鉄道管理局管内のスタンプは形状が正方形で「ようこそ房総へ」の文字が駅名の上に追加されている、九州内のスタンプは主に上下色の異なる浸透式スタンプで、下段に「太陽とみどりのくに九州」の文字が追加されているなど、それぞれ独特の様式や特徴があったことが特筆できる。

### いい日旅立ち
1978年から始まった「いい日旅立ち」は「DISCOVER JAPAN」の続編ともいえるキャンペーンである。ただ、全国的な大規模のスタンプ設置は行われず、主要駅のみであった。一説によると、これまでのスタンプが消耗したため作り替えられた駅にのみ設置されたとも言われている。設置された時期もバラバラであり、シリーズ物というよりは実質的にはこの頃に製作されたスタンプにロゴを後付けしたものであった。

### わたしの旅

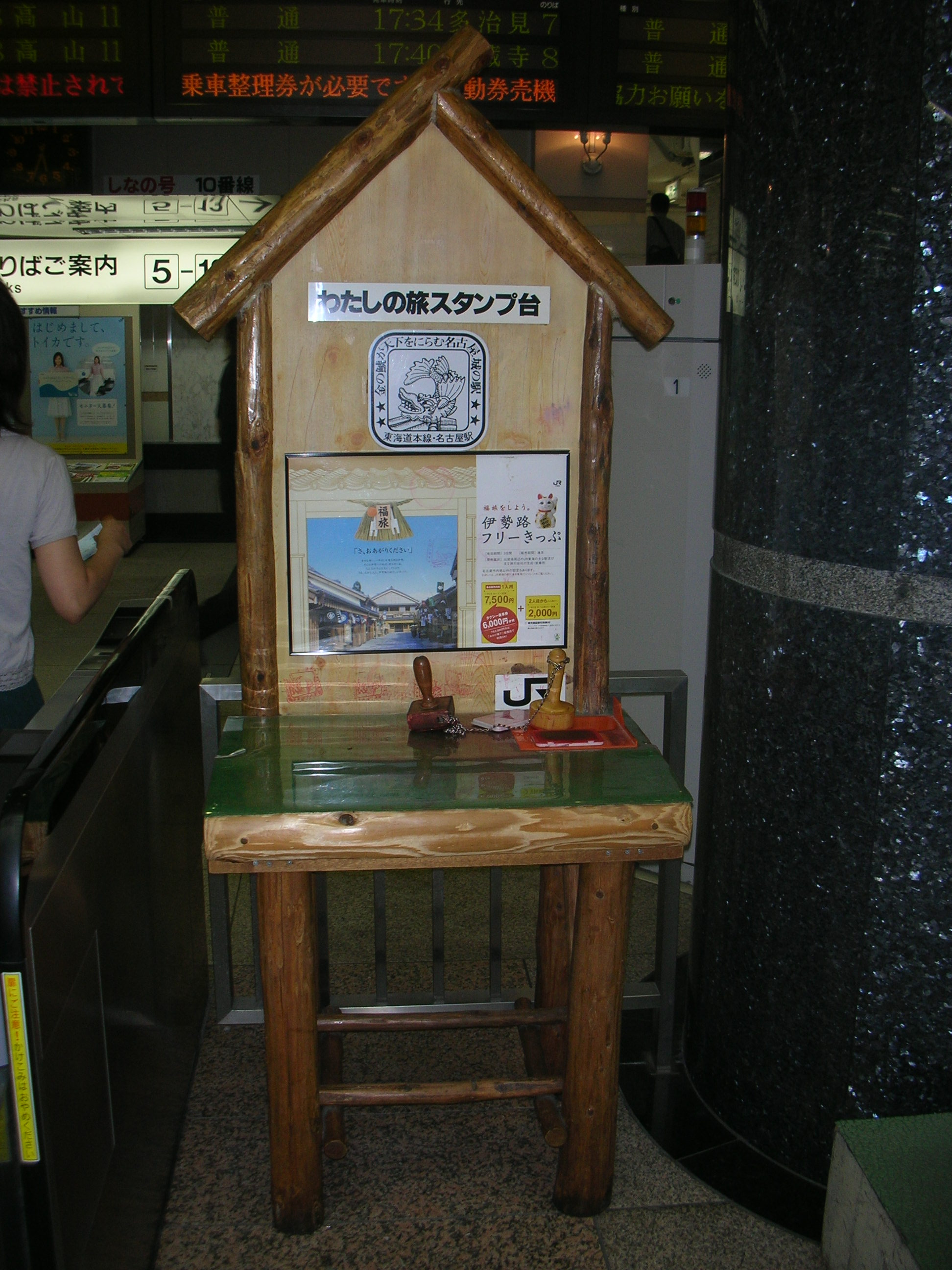
わたしの旅スタンプ台（名古屋駅）

「DISCOVER JAPAN」キャンペーン10周年に当たるのを機会に、1980年11月より全国で約740駅に順次設置された。従来は大きさや形がまちまちだったものを、大きさ・形・色を揃えて新しく趣向を凝らしたスタンプを設置することで、旅行の印象を強くするとともに、スタンプコレクションに新たな興味を加える事により、旅心を誘うという狙いであった。また、「わたしの旅」というタイトルは、多くの人たちに新しいスタンプを集め歩く旅行をして欲しいことによる。
国鉄認定（＝正規印）の定義は曖昧であるが、「国鉄監修 交通公社の時刻表」に掲載された設置駅リストや「わたしの旅スタンプノート」の路線図に掲載された駅のスタンプを対象とすると、追加や変更・廃線などで増減したものを含めると累計790駅程になる。また、国鉄本社が「わたしの旅」スタンプに認定しなかった駅、管理局や駅や観光協会などが独自に製作した類似品設置駅など対象外の駅を含めると800駅を超える。
なお、これまでの国鉄スタンプの内容は国鉄側だけで決めていたが、「わたしの旅」スタンプでは国鉄が地元観光協会などと協議して決めた。しかし、画一的なデザインではなく従来の特色のあるスタンプのままでいることを選んだ地元・駅が242駅あった。そのため、必ずしもターミナル駅に配備されたわけではなく、規模が小さな駅でも特色があれば設置されたことが大きな特徴である。この有名な事例が山手線で隣同士の目白駅と池袋駅であり、前者には配備されたが、後者は対象外であった。
スタンプ自体に意味を持たせたこととその駅のある地域の自然や文化・駅の特徴などにちなんだキャッチフレーズが入れられ、「○○の駅（街・里）」などと表示され、イラストが入ったということが特筆できる。そのスタンプの意味より、3種類の色（黒・赤・紫）と4種類の形（丸・四角・五角・六角）を組み合わせた12種類に分類された。
| 色 | 形   | スタンプの意味（設置された駅の例）                     |
| -- | ---- | ------------------------------------------------------ |
| 黒 | 丸   | 自然の景色が特色の駅（大月駅など）                     |
| 赤 | 丸   | 動物や植物が特色の駅（行川アイランド駅、北小金駅など） |
| 紫 | 丸   | 温泉が特色の駅（熱海駅、伊東駅など）                   |
| 黒 | 四角 | 史跡や建物、文化財が特色の駅（成田駅、中野駅など）     |
| 赤 | 四角 | 新しい建築や文化施設が特色の駅（新宿駅、吉祥寺駅など） |
| 紫 | 四角 | 伝統工芸や特産物が特色の駅（結城駅、笠間駅など）       |
| 黒 | 五角 | 歌、文学、伝説、人物が特色の駅（松戸駅、成東駅など）   |
| 赤 | 五角 | 風俗、行事、お祭りが特色の駅（茂原駅、博多駅など）     |
| 紫 | 五角 | 味覚が特色の駅（勝沼駅、富浦駅など）                   |
| 黒 | 六角 | 何かが国鉄で一番の駅（馬喰町駅、野辺山駅など）         |
| 赤 | 六角 | レジャー、スポーツが特色の駅（大磯駅、甲子園口駅など） |
| 紫 | 六角 | 産業が特色の駅（泉駅、八幡駅など）                     |

この中で一番少なかったのが「国鉄で1番」（黒六角形）である。稚内駅、千歳空港駅、土合駅、横川駅、野辺山駅、東京駅、馬喰町駅、桜木町駅、津駅、二条駅、小松島駅、平戸口駅の各駅が採用していたが、最後まで残っていた桜木町駅でも撤去され消滅した。
以上のように規定の骨格は国鉄本社が決定したが、細部は各鉄道管理局に任されていたため、各地で違いが出ており、字の書体や図の画風は各管理局で異なっていたほか、東京西鉄道管理局では中距離電車の区間である塩山駅や甲府駅なども「中央線」表記であった。
関連品としては「DISCOVER JAPAN」以来の専用のスタンプ台が設置された。これは間伐材を利用した木製のもので、正面にスタンプの印影が大きく掲げてあり、遠くからでもスタンプのありかを見つけることができた。このスタンプ台は後に他のスタンプで使用されたり、スタンプ廃止後も掲示板や物置き台として使用されている場合もある一方、駅の改装工事などで撤去された駅も多い。
『スタンプノート』も『わたしの旅スタンプノート』に生まれ変わり、1ページに上下2個分押せるようになった。この『わたしの旅スタンプノート』は後に1ページに1個分のサイズになったものの、現在も発売されている。
JR化後には各社で追加設置や独自仕様への改造が行われ、JR東日本ではLOOK EASTキャンペーンに伴い図柄に「LOOK EAST」ロゴを追加したものが登場した。またJR四国では1988年の瀬戸大橋開通を機会に複数駅に追加設置された後、路線名を○○本線から○○線に名称変更したことを機会に、小型化と下部に「JR四国 年 月 日」と日付の書き込みができるように変更された。小型化された分、絵が若干簡略化されている。JR西日本ではアーバンネットワーク内の駅には各線の愛称が追加され、例としては姫路駅の場合、山陽本線の表記と共にJR神戸線の表記も入っていた。また、西日本旅客鉄道広島支社管内では路線名の隣に「駅から散歩」ロゴが追加されたものが登場した。JR九州では鹿児島・宮崎地区の複数駅に追加設置された。
国鉄時代は7cmが標準と大きさが規格化されていたが、後年では大きさや仕様にも違いがあり、千葉駅や成田駅では小型になったケースや、1990年頃から旧福知山鉄道管理局エリアの駅では形はそのままにシヤチハタ印に変更し小型化されたケースがあった。一時期水戸駅に設置されていたスタンプは10cm四方の正方形と非常に大型化されたのに対し、隣の勝田駅のスタンプ（水戸支社仕様の「わたしの旅」スタンプに類似したスタンプ）が6cmであり、両者の差は3倍もあった。
その後、登場から20年以上経過していることや各社及び支社毎のスタンプシリーズが整備されたこと、合理化に伴う無人化/簡易委託化が進んでいることなどにより、消滅が進みつつある状況である。特にJR東海では本社・静岡エリア共に統一印の整備でほぼ消滅し、JR西日本も（「わたしの旅」スタンプと区別するならば）統一印の整備でほぼ全滅した。
なお、エポック社より『わたしの旅 スタンプコレクション』という名称のボードゲームが発売されていた。

### いい旅チャレンジ20,000kmスタンプ
1980年に始まった乗りつぶし企画である「いい旅チャレンジ20,000km」の開始後、九州内の起・終点駅に置かれていた駅名の書かれたスタンプである。

### 新幹線乗車記念スタンプ
国鉄時代に開業した東海道・東北・上越の各新幹線の停車駅（1985年当時のみ。その後に開業の駅は除く）にステンレス製のスタンプ台と共に新幹線改札付近に設置された。東北と上越では開業時に開業記念スタンプが設置され、好評だったことからその後は東海道を含めて全駅に乗車記念として再度設置された。
基本的には新幹線（東海道系は100系、東北系は200系。上野駅のみ開通時から1985年までは「新幹線リレー号」）と停車駅周辺の観光地や風景などを入れたものである。現在でも小田原駅、小山駅、熊谷駅など一部の駅には残っているが、設置場所が事務室や窓口に変わった駅もあるほか、上野駅と大宮駅では元々の上越新幹線乗車記念スタンプから「上越新幹線乗車記念」を削除して作り直したスタンプが現在でも使用されている。
山陽新幹線は新大阪以外には統一スタンプは用意されなかったが、山陽新幹線全通10周年記念スタンプが代わりに設置された。また、JR西日本では「500系のぞみ乗車記念」をのぞみ停車駅に設置していた時期もあり、JR東日本でも1998年の夏と2007年度に「新幹線スタンプラリー」を企画していたこともあった。
なお、東北・上越新幹線の開業記念スタンプは現在、鉄道博物館に収蔵されている
。

## JR化後の各社独自のスタンプ

### JR北海道
2005年より統一印が順次設置されている。7.7cmの円形スタンプで、「わたしの旅」の円形版を模しているが、基本的に星や路線名が無く枠の線や文字が太いのが大きな特徴であるが、一部の駅では旧来からのスタンプを統一印の一部の特徴を取り入れ更新したものもある。
なお、2017年から発売されていた「わがまちご当地入場券」では無人駅を含め多数のスタンプのイラストが描かれているが、うち数駅で新たにスタンプが設置された。

### JR東日本
初期には国鉄に準じたキャンペーンごとのスタンプが設置されていたが、2000年代以降は各支社ごとに独自のスタンプを設置するようになっている。

#### 「奥の細道1989」
この頃に展開されていたキャンペーン「LOOK EAST」の中で行われた松尾芭蕉の「おくのほそ道」の旅から300年経ったことを記念して、同社管内にある芭蕉ゆかりの地への観光キャンペーン関連として製作され、東京駅、新宿駅、上野駅、北千住駅と東北地方及び新潟・栃木両県内で芭蕉が句を詠んだ地に最寄りのかつ従来からスタンプを設置していた41駅に設置された。なお、1つの駅には1 - 4個配備され、同じ俳句のスタンプが数駅に用意されていた。駅名とその最寄りの地で詠まれた芭蕉の句があしらわれ、駅名と「LOOK EAST」のロゴが入る。

#### 東京支社新宿地区「しんちゃんのスタンプノート」
これまでのスタンプの老朽化や紛失が多かったため、支社統一印が作成される前の1999年7月に新宿指導センターが独自に製作し、管内の山手線恵比寿駅 - 高田馬場駅間と中央線の四ツ谷駅 - 西荻窪駅間に整備された。形状は8.5cmの円形だが、これまでの「わたしの旅スタンプ」と同じ二重輪郭＋星マークがあるタイプ（信濃町駅、千駄ケ谷駅、西荻窪駅、中野駅）とそれ以外（その他の駅）に分けられる。図案は各駅でバラバラで、JRのロゴマークのみが全てに共通である。なお、「しんちゃん」とは新宿地区のマスコットであるお辞儀姿の駅員の名前であり、新宿駅のスタンプにも描かれていた。
このスタンプの特徴としては、これまで「わたしの旅」スタンプがあった駅でも千駄ケ谷駅と中野駅は形が円形になり「中央線」が「JR」に書き替えられただけで、ほぼオリジナルと同じ図案であるのに対し、恵比寿駅は引き続き恵比寿様を図案にしたものの全く形が異なり、原宿駅と新宿駅に至ってはわたしの旅とは全く異なった図案に変わっている。

#### 「駅からハイキング」
「駅からハイキング」キャンペーンの参加記録としてスタート駅に小型のシヤチハタ印が用意されている。最初の頃は絵柄が入れられていたが、途中から「駅からハイキング・○○県」に変更になり、駅名と県名のみ（その他に小さくハイキンググッズが描かれている）のスタンプとなった。最後に整備されたものは通常のゴム印となったが、その後参加システムが変更になりスタンプが不要になったため、現在では新しいスタンプは作成されていない。
本来はハイキング参加者のためのスタンプであるが、参加者以外でも捺印できる。同様のスタンプはJR西日本にも「駅からはじまるハイキング」として存在するが、同社は専用のラリー帳以外への押印を禁止しているのが東日本との違いである。
このキャンペーンでは元々ハイキングの参加記録を付けるのが目的のうえ既に他のスタンプが配備されていることが多いため、ほとんどの駅ではハイキング終了後に撤去された。東日本旅客鉄道新潟支社ではこのほかにオリジナルの「えちご庄内駅からハイキング」のスタンプも製作されていたが、現在ではほとんど残っていない。
なお、スタンプの設置主体はJR東日本であるが、「駅からハイキング」のスタート駅には私鉄の駅も含まれていたため、鹿島臨海鉄道の大洗駅と長者ヶ浜潮騒はまなす公園前駅（このスタンプ自体は鹿島神宮駅に設置）、小湊鉄道の養老渓谷駅、伊豆箱根鉄道の相模沼田駅、伊豆急行の伊豆熱川駅にも設置された。

#### 支社統一スタンプ
平成中期から各支社ごとに独自のスタンプが整備されつつあるが、盛岡支社では現在支社統一印がない。
なお、関東の駅百選認定駅では、1998年から2001年まで4回に分けて開催されたスタンプラリー用に用意されたスタンプが存在した。現在でもJR東日本では両国駅、御嶽駅、大月駅、足利駅、大磯駅、横須賀駅などで残っている。

##### 東京支社
過去に2度統一印が設置された。
- 2003年版

2003年の江戸開府400年記念として企画から3年がかりで整備され、東京支社管内全77駅（営団地下鉄管理の綾瀬駅を除く）に設置された。多くの駅のテーマは「江戸」であり、駅周辺の江戸時代にゆかりのある場所などが描かれた。ただし西大井駅や新松戸駅、南柏駅など何も江戸関連がない場合は「駅舎と電車」のイラストになった。
2006年頃に西大井駅、秋葉原駅、田端駅、大塚駅、五反田駅、新橋駅のイラストが変更され、その後も周囲の状況に合わせた変更がされており、元の77駅に対し83種以上のスタンプが製作された。
2013年に登場から10年以上が経過したことから、全駅で小型版に更新された。
- 2020年版

上記のスタンプ登場より長年経過したことと、2020年東京オリンピック・パラリンピック開催を機にデザインを一新し2020年7月8日に東日本旅客鉄道東京支社管内の78駅に設置された（同年3月に開業した高輪ゲートウェイ駅も含む）。デザインは日本古来の家紋から着想し、「駅名の漢字一文字」と「駅やその地域の歴史・特徴等を表現したシンボル」を組み合わている。デザインのベースとなるフレームは4種類（六角形・丸・八角形・四つ丸輪）あり、色は５色（赤・朱・緑・青・紫）から構成。訪日客を意識して駅名の英語表記も行っている。（例：北千住駅は「住」と千住葱、お化け煙突をデザイン化）。

##### 横浜支社
横浜開港150周年記念として行われる横浜・神奈川デスティネーションキャンペーンの一環として、2009年4月に東日本旅客鉄道横浜支社管内の直営駅全60駅に設置された。
ディスティネーションキャンペーン終了後も引き続き駅スタンプとして活用されており、係員に申し出れば押印することができる。なお、同支社の横浜線を走行するE233系電車に一時期、横浜支社の駅スタンプの絵柄の装飾がされていた。

##### 八王子支社
2002年のスタンプラリーに際し、京王電鉄管理の分倍河原駅を除く管内の有人駅全てに設置された。形状は直径5cm各の小型で路線名、駅名、ゼブララインと会社名で囲ったものである。

##### 大宮支社
2002年より設置された。5cmの円形内にイラストと解説が書かれ、路線名のない「JR東日本 ○○駅」が下の方に書かれている。
2005年夏に「宇都宮線開業120周年スタンプラリー」を実施した際、新たにそれまで大宮支社としてのスタンプがなかった蓮田駅や、それまで国鉄時代に製作された「駅開業100周年」など4種類が使用されていた久喜駅などに追加されたが、この時のスタンプは輪郭の部分が太いのが特徴である。設置に際しては専用のスタンプ台も制作された。また、烏山線の3駅（宝積寺駅、大金駅、烏山駅）のスタンプは他の駅より若干大きかった。

##### 高崎支社
初期はキャンペーンごとの支社独自スタンプが設置されていた。2000年以降は大掛かりなデザインの変更はほとんど行われていなかったが、2022年の鉄道開業150年を機に大幅なデザインを変更した新印が追加設置された。
- 「LOOK EAST」

1988年から始まったJR東日本最初のキャンペーン時に、主要駅に設置された。「LOOK EAST」ロゴマークが付き、主に楕円形のものと円形のものの2タイプに分かれるが、水上駅や上尾駅などその他の形状の駅も存在した。
- 「その先の日本へ」

1992年のJR東日本「その先の日本へ。」のキャンペーン時に、主要駅に設置された。多くは「LOOK EAST」スタンプのデザインそのままで「その先の日本へ。」のロゴの差し替えであった。
- 「小さな旅」

1995年のJR東日本「小さな旅」のキャンペーン時に、主要駅に設置された。形状は円形に統一され、フレーズよりも大きな「小さな旅」ロゴが入れられた。基本的にゴム印であるが、一部の駅ではシヤチハタ式のスタンプが存在した。
- 「路線印」

2000年頃から路線ごとに設置されたスタンプで、現在の主流である。丸型で上部に絵柄が、下部に路線名と駅名が書かれたスタイルをとっている。初期は上越線、両毛線、八高線、吾妻線の各線には路線のキャッチコピーが記載してあったが、後に更新されたものはキャッチコピーは無くなっている。基本的にシヤチハタ式のスタンプであるが、後年の更新の際にゴム印に作り替えられた駅もある。
- 「鉄道開業150年記念」

2022年の鉄道開業150周年を記念し、4月1日から2023年3月31日までの間に48の有人駅に追加された。正方形をベースに、駅名を主に印鑑などに用いられる書体で中央に表記し、その地域ならではの観光名所や特産品、著名人などを左下に配したデザインとなっている。駅スタンプ台紙として「高崎支社の各線をめぐる駅スタンプ帳」が配布された。

##### 水戸支社
他の支社と違い支社全体に渡る統一印はなく、小規模な仕様統一のスタンプが散発的に設置された。
- 2001年「わたしの旅」風

2001年に常磐線の7駅と水郡線の常陸大子駅に整備された。「わたしの旅」スタンプの四角型とほぼ同じであるが、オリジナルと比較して角がやや角張っている、星が外向きで数が多めになっている、路線名の代わりに「JR」と表記されている。という特徴がある。「わたしの旅」スタンプがあった牛久駅、石岡駅、日立駅、常陸大子駅ではフレーズとイラストを引き継いでいる。
- 2004年「わたしの旅」様式

2004年末頃に常磐線の土浦駅、羽鳥駅、大甕駅、十王駅、笠間駅の5駅に設置された。「わたしの旅」スタンプの四角型で、オリジナルと比較して角がやや角張っている、星が上向き4つ外向きに統一されている。という特徴がある。また上記スタンプと異なり路線名が記されている。「わたしの旅」スタンプがあった笠間駅ではフレーズとイラストを引き継いだのに対し、土浦駅では一新された。
- 2019年「わたしの旅」様式

2019年に常磐線の水戸駅、勝田駅、日立駅、高萩駅の4つの直営駅に設置された。シヤチハタ式スタンプで、水戸駅が四角型、その他は丸型である。また、フレーズとイラストはいずれも一新された。
- 2021年「水郡線奥久慈清流ライン」

2021年3月27日に2019年の台風19号の被害を受けた水郡線の全線運転再開に合わせて、水郡線の7駅に設置された。円形のシヤチハタ式スタンプで、上部に駅名、中段に車両と駅周辺の見どころのイラスト、下段に「水郡線奥久慈清流ライン」と記されている。
また、統一性がない駅独自のスタンプは管内の駅で散発的に設置されており、2012年より設置のほとんどがシヤチハタ式スタンプである。

##### 千葉支社
支社統一印としては比較的初期の1998年より設置された。円形の上部に絵柄を配置し、下部にJR線の地図記号で仕切り駅マーク内にフリガナで表記し、その下に漢字で駅名を表記している。ただし、鹿島サッカースタジアム駅のようにフリガナが長い場合は入れ替わっている。設置基準に統一性がなく、これまで「わたしの旅」スタンプがあった駅でもこのスタンプに置き換えがあった所とないところがあり、また中心駅である千葉駅に設置されていないなど必ずしも大規模駅に設置されたわけでもなく、他支社に比べて駅数と設置数の割合が低い。

##### 仙台支社
1991年より、当時の東北地域本社エリアのうち宮城県内を中心とした本店エリアの東北本線、仙山線、仙石線、常磐線などの駅に設置された。下部に路線名と駅名が書かれ、上部に絵柄が書かれているが、特に目立った特徴はない。設置後かなりの時間が経過しているため、多くの駅では状態が悪い。

##### 長野支社
2003年よりエリア内の主な駅のスタンプが更新され、これまでの「わたしの旅スタンプ」の円形版をベースにした新スタンプが製作された。これまでのフレーズに代えて外枠と内枠の間に駅名、路線名（長野駅は路線名はない。また小海線では愛称も併記）、開業日、標高が書かれている（例：●JR東日本 大糸線 白馬駅● ●昭和7年11月20日開業 標高697m●）。

##### 新潟支社
1994年頃から新潟支社管内の主要な駅に設置され、同年のスタンプラリーで使用された。当初はJR記念スタンプという名前だったがスタンプラリー終了後は記念スタンプに名前が変わった。正方形のシヤチハタ印で路線別にインクの色が異なる（羽越本線・白新線・米坂線＝青、越後線・弥彦線＝紫、信越本線・磐越西線・只見線＝赤、上越線＝緑など）。後年の更新の際に通常のゴム印（本体が木製またはアクリル製）に作り替えられた駅や図柄変更の駅(越後湯沢駅、浦佐駅、柏崎駅、新津駅、新潟駅など)もある。
追加されたものには、2010年度に飯山線の新潟県内区間が長野支社から移管されたことに伴う津南駅・十日町駅（インク＝黒）、2015年に開業した北陸新幹線の上越妙高駅（インク＝赤）がある。
消滅したものには、無人駅化に伴うもの（潟町駅、米山駅、安田駅、塚山駅、石打駅、五日町駅、越後堀之内駅、越後須原駅、大白川駅、東柏崎駅、出雲崎駅、分水駅、岩室駅、津川駅、府屋駅、羽前水沢駅、越後下関駅、など）と北陸新幹線開業に伴う信越本線の第三セクター鉄道移管に伴うもの（妙高高原駅 - 直江津駅）がある。

### JR東海
2000年、2002年に各支社に設置されたスタンプは、2022年現在、劣化した統一印の更新は一部の例外を除いて一切行われていない。ただし、一部の駅で独自に作成したものも存在する。

#### 静岡支社
過去に2度統一印が設置された。東海事業本部エリアと比べてスタンプ設置駅が多い。
- 1992年版

1992年に設置された。5cmの円形スタンプ（シヤチハタ式）で「わたしの旅」の円形版を引き継いでいるが、内枠がある駅とない駅があった。
- 2000年版

2000年に当時の63あった有人駅全てに設置された。8.5cmの円形スタンプであるが、後に大型化し、絵が丁寧になり、美しい絵が描かれた駅が多い。また、地域の特性から図柄に富士山を入れてある駅も多い。

#### 東海事業本部
2002年に名古屋周辺の管内の52駅に設置された。東海道線＝丸型、関西線・紀勢線・参宮線＝六角形のように路線ごとに形が異なり、イラストは大幅に簡略化された。駅名のほかに路線名が入っているが、全て「東海道線」など本線を省略した表記に統一されている。フレーズやイラストのモチーフなどは「わたしの旅」を引き継いだものも多い。ただし、インクは全て赤色を使用している。現在は四日市駅や中津川駅などに残っている。

### JR西日本
2008年の全社統一印の登場前後で状況が分かれる。

#### 全社統一印登場前
全社統一印登場前は主に当時のアーバンネットワークエリア周辺の支社で独自印が多く見られたほか、金沢支社福井地域鉄道部や北陸地域鉄道部でも統一印が設置された。
全社統一印設置の際、設置駅の従来のスタンプは新スタンプと交換の形で回収されたため、現在押すことができない。回収されたスタンプは、京都鉄道博物館に収蔵されている。
- アーバンネットワークエリア

1989年より当時のアーバンネットワークエリアに設置された。8cmの四角形と円形の2タイプが存在し、路線名と「JR西日本」・駅名でイラストを囲んでいるが、路線名は「大和路線」や「琵琶湖線」など愛称に統一されていた（阪和線など愛称のない路線は路線名のまま）。
この様式の派生として、1991年4月25日に設置された大阪環状線30周年記念スタンプと、2003年に京都支社が設置したスタンプ（四角形に統一され7cmに縮小）が存在した。
- 和歌山支社

過去に2度統一印が設置された。最初は1990年に登場した7cm程の四角または八角形のスタンプである。2度目は2004年に登場した4.5cmの円形スタンプである。当時の63あった有人駅全てに設置され、版画調のイラストが描かれていた。

#### 全社統一印
JR西日本は2008年3月15日のダイヤ改正に併せて管内（九州島内の山陽新幹線2駅と博多南線1駅を含む）全ての有人駅にスタンプを設置・更新することを発表した。既に新印に置き換えられている神戸・岡山・広島の各支社では新駅開業に伴う追加設置及び旧印のみ設置されている駅・未設置駅が対象である。新デザインは旧国鉄の「わたしの旅」スタンプの円形版（アーバン路線の路線名は愛称のみ表記）となる。「わたしの旅」スタンプとの相違点としては、インクは支社ごとの統一、星の数が必ず3対、Xスタンパーまたはホチキス型によるによるシャチハタ式であることが挙げられる。またJR西日本公式サイトの駅情報でスタンプの有無を載せている（ただし、甲立駅などごく一部スタンプがありながら「なし」となっているものもある）。

##### 金沢支社
インクの色は赤。大阪支社印と違いは少なく、キャッチフレーズの文字が細いことと施設名称が白抜きで書かれることが相違点。

##### 京都支社
インクの色は赤。大阪支社印とほぼ違いはないが、一部駅では図の説明が入る（稲荷駅では「伏見稲荷大社」、貴生川駅では「水口曳山祭」など）。

##### 大阪支社
インクの色は赤。有人駅が多いためその数は120を超える。桜井線では愛称制定にあたり名称が変更されたものに交換された。

##### 和歌山支社
インクの色は紫。絵柄は大阪・京都支社印と比べるとやや簡略化されている。

##### 神戸支社
2006年1月に管内の駅に設置された。通常のシヤチハタ印タイプとホチキス型のスタンプに分けられている。使用するインクは油性インクであるが、初期は現在主流の顔料系インクではなく染料系インク（Y-30）を使用していたため、捺印して時間が経つとインクのにじみが油性顔料インクよりもひどくなることがあった。2008年のJR西日本の新印一斉設置と同時期に、顔料系インクのスタンプに順次交換されたが、一部の駅では染料系インクのままである。

##### 福知山支社
インクの色は青。枠の部分が細くその分駅名の文字がやや小さい。金沢支社とは対照的に、要望により簡易委託駅に追加設置されたものも撤去されておらず現在でも押印可能（竹田駅、梁瀬駅など）。

##### 岡山支社
2006年11月上旬の岡山駅の新駅舎使用開始に合わせて、津山駅、中国勝山駅、新見駅、備中高梁駅、総社駅、府中駅、西大寺駅、伊部駅、児島駅、和気駅、岡山駅、倉敷駅、新倉敷駅、笠岡駅、福山駅、尾道駅、新尾道駅の各駅に設置された。その後増備されていき、最終的には支社内のほぼ全て有人駅に配置された。黒の顔料インクを使用したシヤチハタ印であり、印面下部にディスカバー・ウエストのロゴマークが入る。
駅の無人化に伴い福塩線の設置駅全駅、山陽本線では三石駅 - 上道駅間など業務委託駅の多数、宇野線では茶屋町駅などで撤去されている。また、駅の業務体制変更に伴い撤去された駅もある。

##### 米子支社
インクの色は朱。枠の部分が太くその分駅名の文字がやや大きい。

##### 広島支社
インクの色は水色。
2007年に行われた「TRAIN+」キャンペーンで他の支社印に先駆けて設置された。一部の駅は「TRAIN+」期間限定の扱いとされ現在では捺印できない（忠海駅、安芸津駅、水尻駅、梶栗郷台地駅）ことに加え、無人駅化に伴い、川棚温泉駅や七軒茶屋駅などでも一度は設置されたものの現在は捺せなくなっている。

##### 福岡支社
インクの色は水色。広島支社印との違いはかなり少ないが、文字がやや大きい。小倉駅、博多駅、博多南駅の3駅に設置。前2駅は在来線はJR九州の管轄のため路線名は「山陽新幹線」となっている。

### JR四国
主な駅スタンプには下部に「JR四国 年 月 日」とあり、日付の書き込みができるようになっている。多くは従来の駅スタンプである「わたしの旅」のデザインを踏襲したものだが、阿波池田駅のみ「一枚のキップから」デザインを踏襲したものとなっている。無人化されたの駅スタンプは周辺施設や付近の有人駅に移管されことがある。
2001年春より「アンパンマン列車」や駅を使ったキャラクターイベント「アンパンマン列車スタンプラリー」を期間限定で実施しており、期間中はアンパンマンのキャラクターが描かれたスタンプを、駅・列車・レジャー施設に設置している。2022年には第28回を迎えた。

### JR九州
JR化後に製作されたスタンプは、国鉄時代の雰囲気を色濃く残した形態(わたしの旅と同一のものやその類似品)のもの（福間駅や吉野ケ里公園駅など）や、全く独自の規格のもの（久留米駅や浦上駅など）もあり、統一感はあまりない。あまりスタンプに力を入れてはいないが、2007年のスタンプラリー20や2008年のJR九州スタンプラリー トレインピック2008のように不定期にスタンプラリーを実施することがあり、その際は期間限定の駅スタンプが製作される。また、黒崎駅や行橋駅など、独自規格のものが設置されている駅の一部では、高校生や一般人から募集した絵柄を採用したスタンプを設置している。

## 列車内のスタンプ
国鉄時代から、寝台特急やSLなどイベント性の高い列車には乗車記念スタンプが置かれていた。また、列車ではないが、青函連絡船にも船ごとに異なるデザインの「乗船記念スタンプ」が用意されていた。
現在でも「リゾートしらかみ」「九州横断特急」「はやとの風」「SLばんえつ物語」「SLやまぐち号」といった観光列車などに置かれている。列車内で手軽に押せるように、多くはシヤチハタ印を使用しているのが特徴である。

## 日本の私鉄・公営交通・第三セクターのスタンプ
私鉄や公営交通、第三セクターでも、駅スタンプを設置している事業者がある。
以下に挙げるほかに埼玉新都市交通、東京モノレール、三岐鉄道、養老鉄道、神戸新交通、一畑電気鉄道、高松琴平電気鉄道、土佐くろしお鉄道、島原鉄道、くま川鉄道などでスタンプが設置されている駅がある。

### 東京地下鉄（東京メトロ）
帝都高速度交通営団（営団地下鉄）時代の1980年代に主要駅に設置されていたが、民営化時に主要駅と地下鉄博物館に全駅共通の新印が用意され、さらに2005年3月から2006年3月までは東京メトロの誕生1周年記念スタンプラリー「チャレンジ東京メトロ 全駅スタンプラリー」として全駅に設置された。ただし、他社管理駅は手前の駅に、複数の路線がある場合は同一柄を各線に1個ずつ配備した。形状は駅毎に異なる。デザインは各駅ごとに決められたため、バラエティーも豊富だった。このスタンプラリー終了後も押印可能だったが、後に全駅で撤去された。また、営団時代のスタンプが地下鉄博物館と銀座駅に残っているが、新会社移行直後より営団色を極力排除した中では貴重な存在である。その後は不定期にスタンプラリーを開催している。
2022年度から2024年度にかけて、全駅デジタルスタンプラリーが実施された。また、期間中の2024年には、スタンプラリーとは別に銀座駅にスタンプが設置されている。

### 京成電鉄
1981年12月に観光スタンプとして40駅に設置された。また、2019年に新デザインのスタンプが22駅に設置された。なお、一部の駅では従来印も押印可能である。

### 小田急電鉄
1982年に登場し、その後全駅に設置された。2008年現在、片瀬江ノ島駅以外の駅では改札窓口や駅長室に保管されているが、一部では処分された駅もある。
2021年には、小田急電鉄の創立記念日である6月1日に、一斉リニューアルとして全70駅に設置された。スタンプカラーは3種類としており、小田原線の駅は特急ロマンスカー・GSE（70000形）をイメージした赤、江ノ島線の駅は海のイメージから青、多摩線の駅は丘陵のイメージから緑としている。なお、一部の駅では従来印も押印可能である。

### 富士山麓電気鉄道
河口湖駅に6種類程設置されているが、スタンプのイラストにはJR車両（201系・189系・169系）が描かれているものもある。

### 東武鉄道
伊勢崎線（東武スカイツリーラインを含む）、佐野線、桐生線、日光線、宇都宮線、鬼怒川線、野田線（東武アーバンパークライン）、東上線の各線の主要駅と名所近くの下車駅に設置している。2022年10月に開催されたいちご一会とちぎ大会のおもてなし目的で宇都宮線を中心とする8駅のスタンプが刷新された。

### 秩父鉄道
1999年に秩父鉄道創立100周年記念スタンプが当時の全34駅に設置されたが、それ以前に各駅に設置されたスタンプや2008年の和銅黒谷駅の駅名改称時に設置されたスタンプなどが存在する。
また、毎年各種スタンプラリーを実施している。
2021年10月23日に、全37駅分の駅スタンプをリニューアルした。駅設置の駅スタンプとイベント限定駅スタンプを合計40個製作し、スタンプデザインは各駅舎等を用いている。

### 西武鉄道
2019年の西武秩父線開業50周年を機に、西武秩父線各駅に乗車記念スタンプが設置された。その後、2023年6月1日に小竹向原駅を除く全91駅のスタンプが揃えられた

### 都営地下鉄（東京都交通局）
以前からスタンプラリー用を含めて都営地下鉄浅草線、三田線、新宿線の各線では主要駅、大江戸線では全駅に設置されていた。
2005年に大改定され図案が変更および8.5cmの円形となるとともに、他社管轄である押上駅、白金高輪駅、白金台駅、目黒駅を除く全駅と、京王管理駅の京王新線新宿駅に設置されるようになった。その後、2011年5月23日より駅スタンプを更新したとのお知らせが公式サイトにてアナウンスされた。
2020年より新型コロナウイルス感染症対策のため一時撤去され、2022年3月28日より都営交通アプリにデジタル駅スタンプ機能が追加され、都営地下鉄102駅、東京さくらトラム30停留場分のデジタル駅スタンプが登場した。従来のスタンプは2023年10月から設置が再開された。
なお、旧印は都電荒川線と都営バスにも設置されており、2008年現在荒川電車営業所に設置された3駅と臨海支所臨海支所で使用されている。

### 相模鉄道
これまで関東の駅百選選定駅以外にはスタンプがなかったが、2006年夏より「なつかしの駅舎」スタンプラリーが行われ、全駅に設置された。その後、2008年以降は毎年スタンプラリーが行われ、同期間中のみ全駅にスタンプが設置されている。図柄は毎年異なる。

### 名古屋鉄道
かつては多くの駅に駅スタンプを設置していたが、現在は東岡崎駅に劣化したものがあるのと、御嵩駅併設の観光案内所に設置されている程度である。これとは別に、不定期にスタンプラリーを実施している。

### 阪急電鉄
2016年3月から2017年3月の間に阪急電鉄運輸部監修の沿線おでかけ手帖の発売に合わせて、宝塚線系統、神戸線系、京都線系統の順にスタンプが全駅に設置されている。

### 阪神電気鉄道
2015年2月より大阪梅田駅、尼崎駅、甲子園駅、御影駅、神戸三宮駅、新開地駅に設置されている。2025年には、西宮駅併設の阪神西宮おでかけ案内所にスタンプが追加で設置された。

### 近畿日本鉄道
1982年頃より主要駅をはじめとする多くの駅に設置されていたが、エキタグへ移行する形で2024年1月をもって取り扱いを終了した。

### 京阪電気鉄道
かつては多くの駅に駅スタンプが設置されていたが、現在は京阪電車開業100周年を記念して2010年4月15日に京阪本線の特急停車駅に設置されたスタンプのみとなっている。

### 南海電気鉄道
難波駅、新今宮駅、天下茶屋駅、岸里玉出駅、関西空港駅、みさき公園駅、汐見橋駅、極楽橋駅、多奈川駅、加太駅に設置されている。

### 大阪モノレール
全駅に設置されている。2019年12月に全駅のリニューアルが実施された。

### 能勢電鉄
開業110周年の2023年4月13日に各駅に設置された。なお、妙見の森ケーブルは同年12月に廃止されたが、妙見の森ケーブルのスタンプは当面の間は山下駅に設置されている。

### 叡山電鉄
鞍馬駅・貴船口駅・八瀬比叡山口駅・修学院駅・出町柳駅に設置している。

### 大阪市営地下鉄（大阪市交通局）・Osaka Metro（大阪市高速電気軌道株式会社）
大阪市営地下鉄時代は、1983年に地下鉄開通50周年を記念してニュートラムを含めた全駅に設置された。1996年にデザインを一新しており、その後の新線開通時にも必ず設置されていた。なお、地下鉄の売店でスタンプ帳を販売していた事がある。
Osaka Metroになってからは、2019年4月1日より開業1周年を機に全133駅の駅スタンプをリニューアルした。あわせて、スタンプ帳を作成し、2019年4月22日から全駅で配布した。
時代を問わず、路線ごとのデザインで製作されており、多くの場合駅長室で押すことができる。

### 神戸市地下鉄（神戸市交通局）・福岡市地下鉄（福岡市交通局）
全駅に設置している。

### 広島高速交通
全駅に設置している。

### 広島電鉄
広電宮島口駅にのみ設置している。

### 西日本鉄道
天神大牟田線の西鉄福岡（天神）駅・宮の陣駅・西鉄久留米駅・大善寺駅・西鉄柳川駅・大牟田駅、太宰府線の太宰府駅、甘木線甘木駅、貝塚線の貝塚駅・名島駅・香椎宮前駅・西鉄香椎駅・香椎花園前駅の各駅に設置している。

### 甘木鉄道
甘木駅に基山駅、松崎駅のものと共に設置。

### 札幌市交通局
1987年の市営交通60周年を記念して南北線、東西線、東豊線の各駅に設置された（さっぽろ駅と大通駅は路線毎にデザインが異なる）。駅ナンバリングが実施された2006年にリニューアルが実施され、開業以来のSマークよりSTマークへの変更及び一部の駅ではデザインが変更された（例・東豊線さっぽろ駅：札幌市時計台→JRタワー）。また、2014年1月にも全49駅のリニューアルが実施され、形状が円形に統一されるなどデザインが一新された。常設の駅スタンプの他、何年かに一度、地下鉄駅のスタンプラリーも行われることがある。

### 沖縄都市モノレール（ゆいレール）
開業当初より全駅に設置されている。

## 台湾鉄路管理局

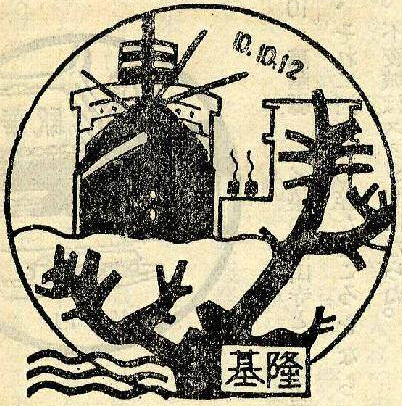
昭和12年（1937年）日本統治時代の台湾の基隆駅の駅スタンプ

台湾鉄路管理局が管理している鉄道駅にも駅スタンプが設置されている駅がある。
2015年にはJR東日本、京浜急行電鉄、西武鉄道と台湾鉄路管理局が共同で「日台縦断!鉄道スタンプラリー」を開催した。
2017年には京浜急行電鉄、西武鉄道、東武鉄道と台湾鉄路管理局が共同で「日台縦断!鉄道スタンプラリー」の第2弾を開催。
台湾鉄路管理局の駅に加えて、台湾高速鉄道と台湾中の捷運（メトロ）駅にも駅スタンプがある。

## デジタル駅スタンプ
近年ではスマートフォンの普及に合わせ、これを利用したデジタル方式の駅スタンプも登場している。

### TRAIN TRIP
2022年の日本鉄道開業150周年を記念してJR旅客6社が共同で行った企画（Webアプリケーション）。2022年度は「鉄道開業150年 STATION STAMP」の名称で実施。2023年3月末に終了の予定であったが、翌2023年度以降も「TRAIN TRIP」と改称して引き続き継続している。

### エキタグ
JR東日本企画が作成したデジタルスタンプ収集アプリ。JR東日本管内だけでなく、北海道から九州にかけての鉄道事業者も導入している。

## 鉄印・駅印
駅スタンプの派生版として、御朱印風に作られた鉄印や駅印が存在する。

### 駅印
JR九州や東武鉄道が販売している。鉄印に類似しているが、駅の名前が中心に書かれていることが特徴である。

## エラースタンプ
通常、スタンプの原版は手作業で製作されるため、時には間違えて違う絵柄になる場合もある。多くはすぐに発覚して正規のものに差し替えられるため、押せる期間が短く貴重なものとされている。
- 1955年4月に国鉄奈良駅に設置されたスタンプのローマ字に誤って「NAHA」（那覇）と表記された。その後1か月ほどで修正された。
- 1975年11月、国鉄北鎌倉駅のスタンプが新調された際に「鎌倉五山第一位円覚寺」と表記されたが、実際の第1位は建長寺であるため建長寺が国鉄に抗議した結果、「鎌倉五山第一位」が削除された。
- 1980年11月、国鉄の新シリーズ「わたしの旅」の整備時に大阪環状線の森ノ宮駅と東海道線の彦根駅が共に城のデザインであったため、前者に彦根城が、後者に大阪城がそれぞれ描かれてしまい、翌12月に訂正された新しいスタンプが整備された。
- 1980年11月、国鉄の新シリーズ「わたしの旅」の整備時に丹後由良駅のフレーズに「山淑太夫」と表記されたが、翌年に「山椒太夫」と訂正された新しいスタンプが整備された。なお、一部書籍では「山淑太夫」のイラストで紹介されているが、書籍発行時点ではスタンプは修正済みのため誤りである。
- 1980年11月、国鉄の新シリーズ「わたしの旅」の整備時に、筑豊炭田地帯にある直方駅のフレーズに「抗夫」と表記されたが直ちに「坑夫」に手修正され、後年に「坑夫」と訂正された新しいスタンプが整備された。なお、一部書籍では「抗夫」のイラストで紹介されているが、書籍発行時点ではスタンプは修正済みのため誤りである。
- 1992年3月、JR西日本で「JR神戸線」を追加した「わたしの旅」スタンプを製作する際に明石駅と姫路駅が本来「JR神戸線（山陽本線）」とすべきところを「JR神戸線（東海道本線）」と表記してしまい、その2か月後に山陽本線表記に直された。
- 2005年3月、東京地下鉄が1周年記念スタンプラリーで整備した際、麹町駅のスタンプに描かれた電車に誤って営団地下鉄を意味する「Sマーク」を表記してしまい、後に東京メトロの「Mマーク」が描かれた正規版に取り替えられている。また、赤坂見附駅のスタンプにも銀座線と丸ノ内線の電車を逆にするミスを起こしてしまったが、すぐに差し替えられた。
- 2008年3月、JR西日本全社統一印の整備時に高岡駅のイラスト内の説明に「大友家持」と表記されたが、およそ半年後に「大伴家持」[注釈 9]と訂正された新しいスタンプが整備された。
- 2008年3月、JR西日本全社統一印の整備時に藤並駅のフレーズに「湯浅渓谷」と表記されたが、1年後に「湯川渓谷」と訂正された新しいスタンプが整備された。
- 2022年2月、JR東日本水戸支社が開催した「鉄道開業150年特別企画 鉄分補給スタンプラリー」にて常磐線高浜駅に復刻版駅スタンプを設置したが、絵柄が伊予鉄道高浜駅の駅スタンプであったため半月ほどで撤去された。

なお、エラースタンプとまでは言えないが、次のような事例もある。
- 1980年から高山本線飛騨小坂駅に設置されていた「わたしの旅」のスタンプには御嶽山が描かれていたが、飛騨側ではなく木曽（長野県）側から見た絵柄となっていた。
- 東京駅に2021年まで設置されていた東京支社印の絵柄は「二重橋」とあったが、スタンプの絵柄の橋は正門石橋であり、実際の二重橋といわれる橋はその奥にある正門鉄橋のことである。

## スタンプの製作
スタンプは通常、その鉄道会社が地元の文具店に発注して製作する。イラストは業者に描かせることもできるが、費用や日数が掛かるので、発注者が自分で描くことも多い。従ってスタンプの直径などはある程度規格化されている。ゴム印であれば約1万 - 1万5千円程度と比較的安く発注できる。シヤチハタ印は2 - 3万円、ホチキス型は4万円以上する。